# 施拉爾科格爾山
47°06′35″N 11°01′09″E / 47.10972°N 11.01917°E

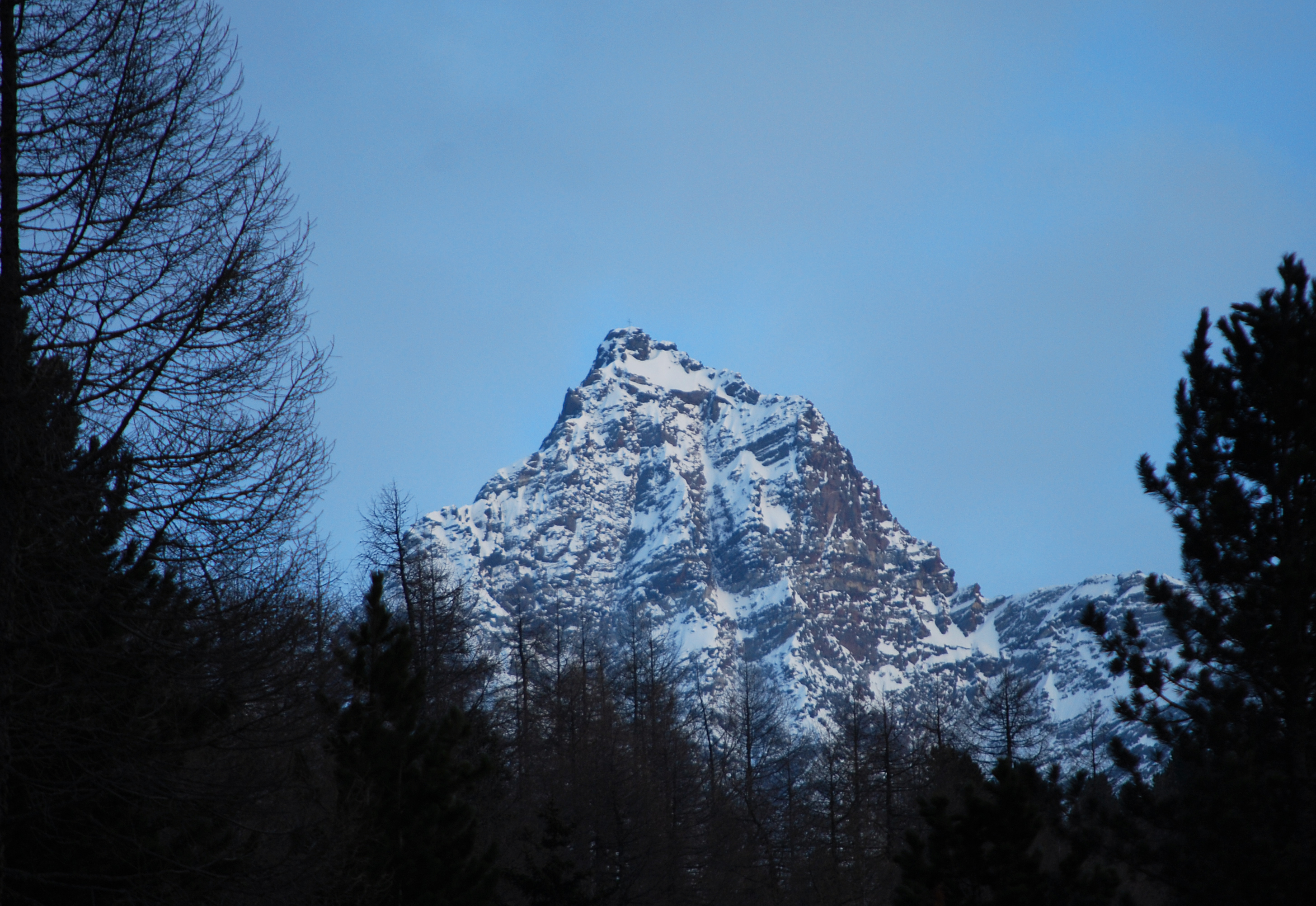

施拉爾科格爾山（德語：Strahlkogel），是奧地利的山峰，位於該國西部，由蒂羅爾州負責管轄，屬於斯圖拜阿爾卑斯山脈的一部分，海拔高度3,288米，人類在1833年首次登頂。